# 203. strelska divizija (ZSSR)
203. strelska divizija (izvirno rusko 203. стрелковая дивизия; kratica 203. SD) je bila strelska divizija Rdeče armade v času druge svetovne vojne.

## Zgodovina
Divizija je bila ustanovljena februarja 1941 v Vorišilovsku.